# Basilikum-Ziest
Der Basilikum-Ziest (Stachys ocymastrum) ist eine Pflanzenart aus der Gattung der Zieste (Stachys) in der Familie der Lippenblütler (Lamiaceae).

## Beschreibung

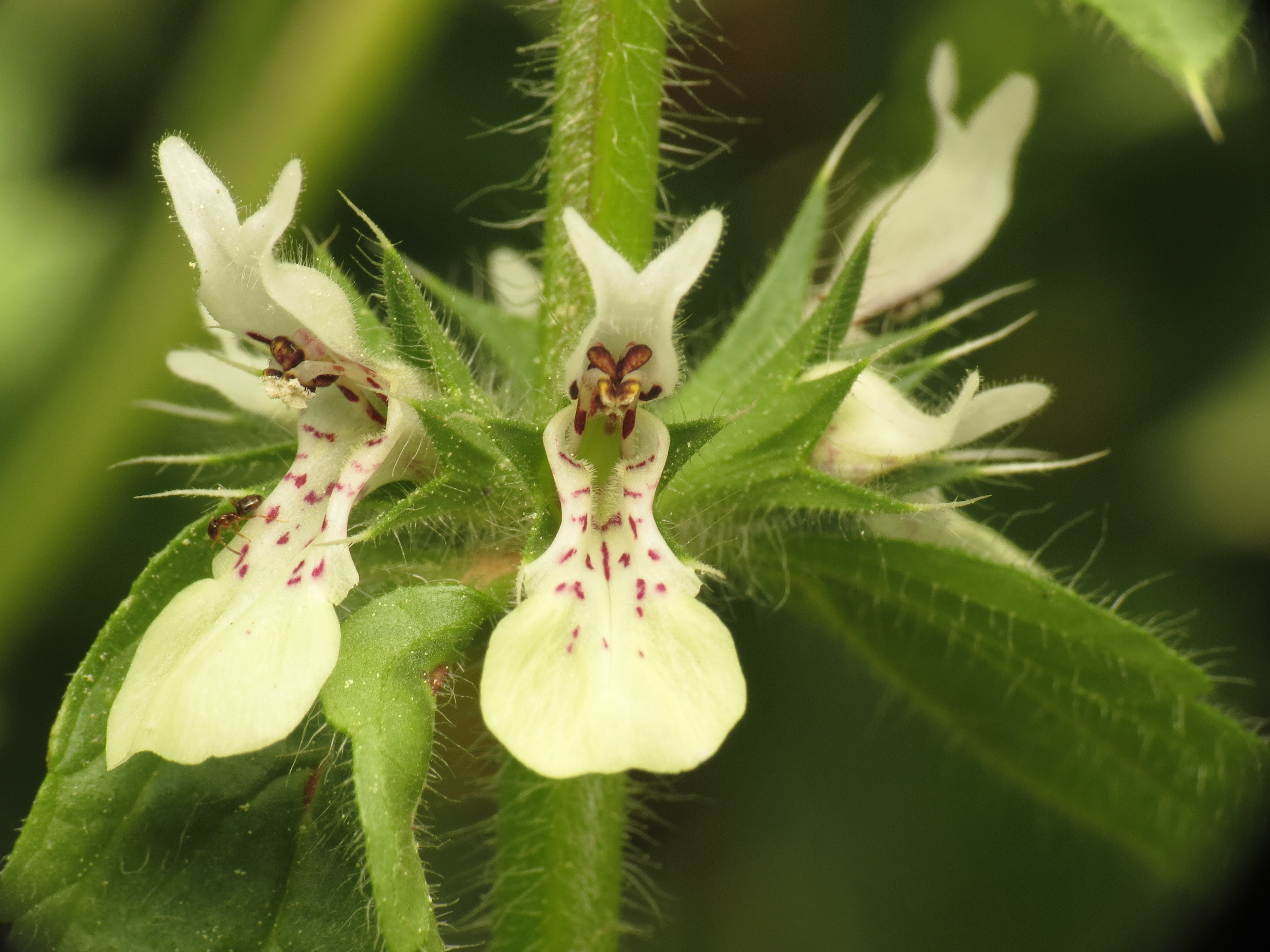
Ausschnitt eines Blütenstands: Scheinquirl mit zygomorphen Blüten

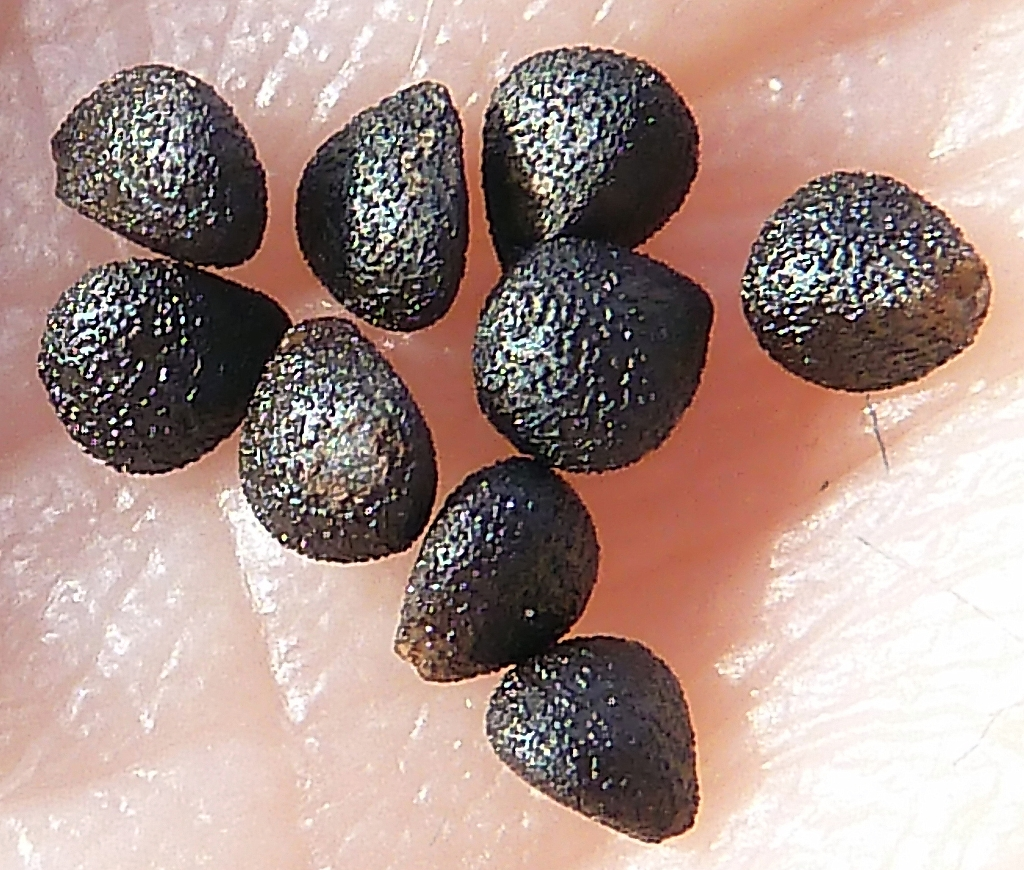
Samen (Klausen)

Der Basilikum-Ziest ist eine einjährige Pflanze, die 20 bis 50 Zentimeter hoch wird. Sie ist lang und abstehend, borstig behaart.
Die gegenständigen und gestielten Laubblätter sind stumpf, ei- oder herzförmig und am Rand gekerbt bis gesägt. Sie sind borstig und 1 bis 5 Zentimeter lang und 0,7 bis 4 Zentimeter breit.
Die Scheinquirle sind 4- bis 6-blütig. Die fein behaarte, zweilippige Blütenkrone, mit kurzer Kronröhre, ist gelb oder weiß mit gelblicher Unterlippe. Sie ist 12 bis 20 Millimeter lang. Die Oberlippe ist zweispaltig und etwa 6 Millimeter lang, die Unterlippe, mit im hinteren Teil purpurnen Saftmalen, ist etwa 7 Millimeter lang. Der borstig behaarte, trichterförmige Kelch ist 7 bis 10 Millimeter lang. Die 5 Kelchzipfel sind grannenspitzig und so lang oder länger als die Kelchröhre.
Die Blütezeit ist März bis Juni. Es werden Klausenfrüchte gebildet.
Die Chromosomenzahl beträgt 2n = 16, 18 oder 24.

## Vorkommen
Der Basilikum-Ziest kommt in Madeira, auf den Kanaren, in Marokko, Algerien, Tunesien, Libyen, Portugal, Spanien,  auf den Balearen, in Frankreich, Italien, Korsika, Sardinien, Sizilien, in Griechenland und in Kreta vor.
Er gedeiht in Grasfluren und auf Brachland.

## Taxonomie
Der Basilikum-Ziest wurde durch Carl von Linné als Sideritis ocymastrum in Syst. Nat. ed. 10, 2: 1098 (1759) erstbeschrieben. Die Neukombination zu Stachys ocymastrum  (L.) Briq. wurde 1897 durch John Isaac Briquet in H.G.A.Engler und K.A.E.Prantl: Natürliche Pflanzenfamilien, Nachtrag 1, S. 291 veröffentlicht. Synonyme für Stachys ocymastrum  (L.) Briq. sind: Galeopsis hispanica Mill., Stachys hirta L., Stachys inscripta Rchb. und Stachys divaricata Viv.